# Slatinice
Slatinice (německy Großlatein) jsou obec v okrese Olomouc. Žije zde přibližně 1 600 obyvatel. Je to lázeňská obec.

## Historie
První písemná zmínka o obci je z roku 1247.
Obec spadá do římskokatolické farnosti Slatinice u Olomouce.

## Části obce
- Slatinice
- Lípy

## Členství ve sdružených obcí
- Mikroregion Kosířsko

## Pamětihodnosti
- kostel Nanebevzetí Panny Marie
- Lázně Slatinice
- socha Františka Palackého
- Lípa svobody. Pod kostelem roste pamětní lípa malolistá. Byla vysazena roku 1968 u příležitosti 50. výročí vzniku Československa.[6][7]

## Obecní symboly
Autorem obecního znaku a vlajky je heraldik Jiří Louda. Obci byly symboly uděleny v roce 1993.
Znak tvoří štít rozdělený červeným kosmým pruhem, nahoře stříbrný s červeným štírem, dole šest vlnitých pruhů střídavě zlatých a modrých. Kosmý pruh a štír byly převzaty z erbu moravského lékaře Tomáše Jordána z Klausenburku, který roku 1580 poprvé popsal léčivé účinky zdejší vody ze sirovodíkových pramenů, a tak se zasloužil o proslulost zdejších lázní. Vlnité pruhy v dolní části štítu představují vlnící se zrající lány obilí Hané (zlaté pruhy) a léčivé vody (modré pruhy).
Na bílém listu obecního praporu je umístěn červený štír hlavou k žerdi, při dolním okraji modrý vlnitý pruh v šířce jedné sedminy šířky praporu. Poměr šířky k délce listu je 2:3.

## Doprava
Vesnice leží na železniční trati Červenka–Prostějov na které leží stejnojmenná zástávka a silnicích druhé třídy II/449, II/570. 

## Sport
V obci sídlí fotbalový klub FK Skalka 2011.

## Rodáci a osobnosti spjaté s obcí
- Bohumír Josef Hynek Bilovský (1659–1725), katolický kněz, básník a homiletik.
- Ondřej Schweigl (1735–1812), sochař, řezbář a štukatér. V jeho dílně vznikly oltáře, kazatelna a křtitelnice pro slatinický kostel.
- Roderick Murchison (1792–1871), skotský geolog a paleontolog. V srpnu 1847 bádal na významné paleontologické lokalitě v okolí Slatinic.
- Joachim Barrande (1799–1883), francouzský paleontolog. Spolu s R. Murchisonem bádal v srpnu 1847 v okolí Slatinic.
- Josef Hofer (1871–1947), původně katolický kněz. Místní farnost spravoval v letech 1907 až 1910.
- Vojtěch Janoušek (1897–1969), pedagog a regionální historik
- Antonín Šuránek (1902–1982), od 2. srpna 1926 kaplanem a od 29. července do 21. listopadu 1929 duchovním správcem slatinické farnosti, zakladatel svatoantonínského kultu na Malém Kosíři, vězeň komunismu a Služebník Boží.
- Vlasta Čecháková-Klemsová (1905–?), Slatiničanka, akademická malířka, členka Kruhu výtvarných umělkyň. V roce 1954 restaurovala obrazy Křížové cesty u slatinického kostela.[9][10]
- Antonín Crhák (1910–1942), rodák z Lip. Příslušník ilegálního odbojového hnutí, zatčen za podporu rodin politických vězňů. Umučen 26. srpna 1942 v Osvětimi. Jeho jméno je uvedeno na pomnících padlých 2. světové války v Lipách a v Lutíně.[11]
- František Borák (1910–1975), katolický kněz. V roce 1935 byly Slatinice jeho prvním kaplanským místem. Borák se později do historie zapsal jako zpovědník Josefa Valčíka z výsadku Silver A a spolupracovníka Operace Anthropoid.[12]
- Heřman Josef Tyl (1914–1993), premonstrát, ve Slatinicích žil v letech 1987 až 1990, vězeň nacismu i komunismu, opat kláštera Teplá.
- Jiří Louda (1920–2015), heraldik, autor obecní vlajky a znaku.[13]
- Antonín Juchelka (1921–1987), katolický kněz. V roce 1973 přišel do Slatinic z farnosti Hradec nad Moravicí. Rodák z Těškovic byl komunistům trnem v oku mimo jiné proto, že ve farnostech dokázal probudit duchovní život, obnovil u Hradce nad Moravicí poutě na tamní Kalvárii a ve Vítkově 2. března 1969 pravděpodobně koncelebroval zádušní mši za studenta Jana Zajíce, následovníka Jana Palacha. Antonín Juchelka zemřel po krátké a těžké nemoci 18. února 1987 ve Fakultní nemocnici Olomouc. Pohřben je v Pusté Polomi.[14]
- Jaromír Fiala (* 1955), fotbalista
- Jiří Kubíček (* 1956), fotbalista a fotbalový funkcionář
- Jan Fiala (* 1956), fotbalista, bronzový medailista z Mistrovství Evropy 1980.
- Jiří Fiala (* 1958), fotbalista

## Fotogalerie

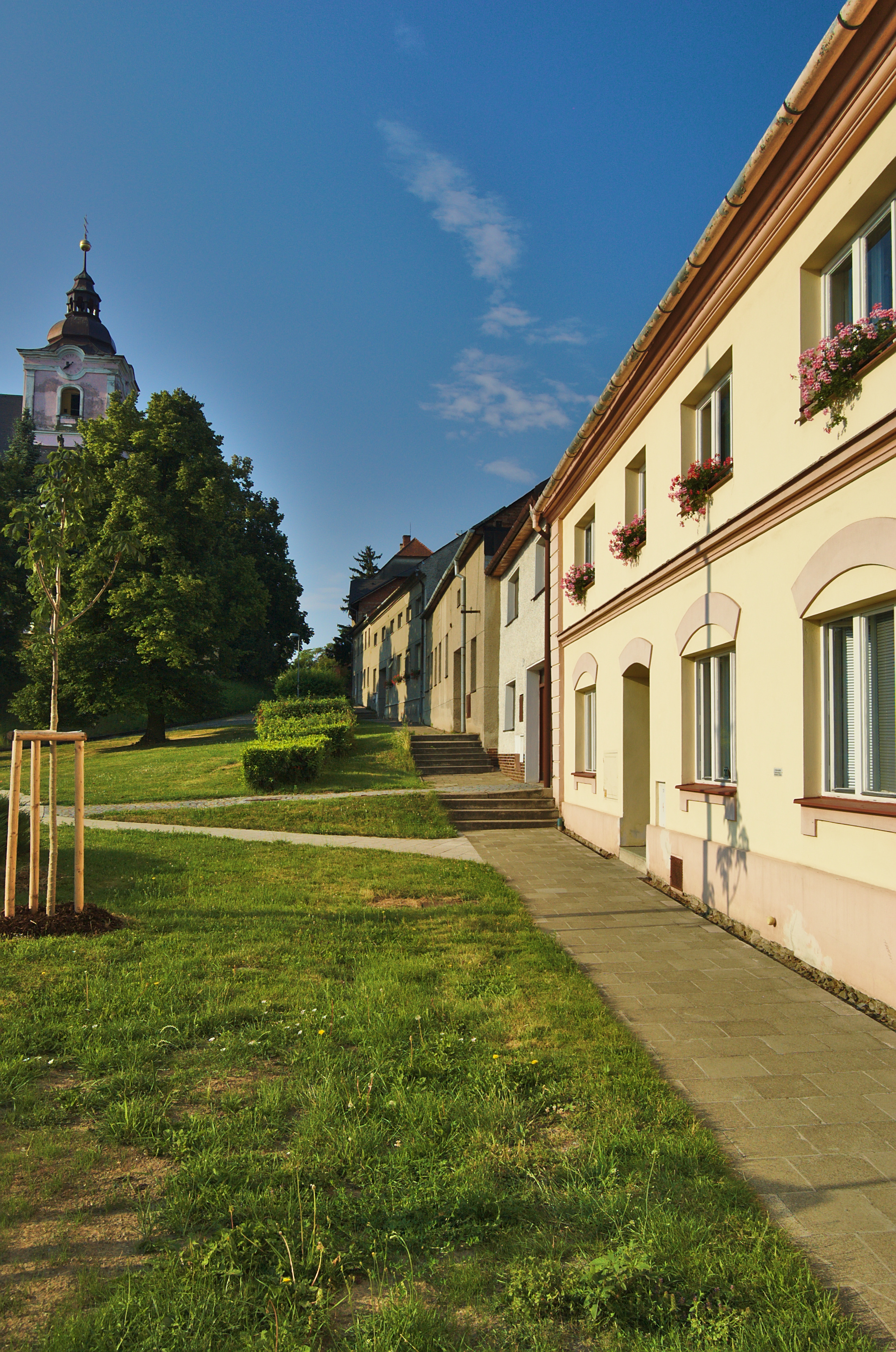
Náves
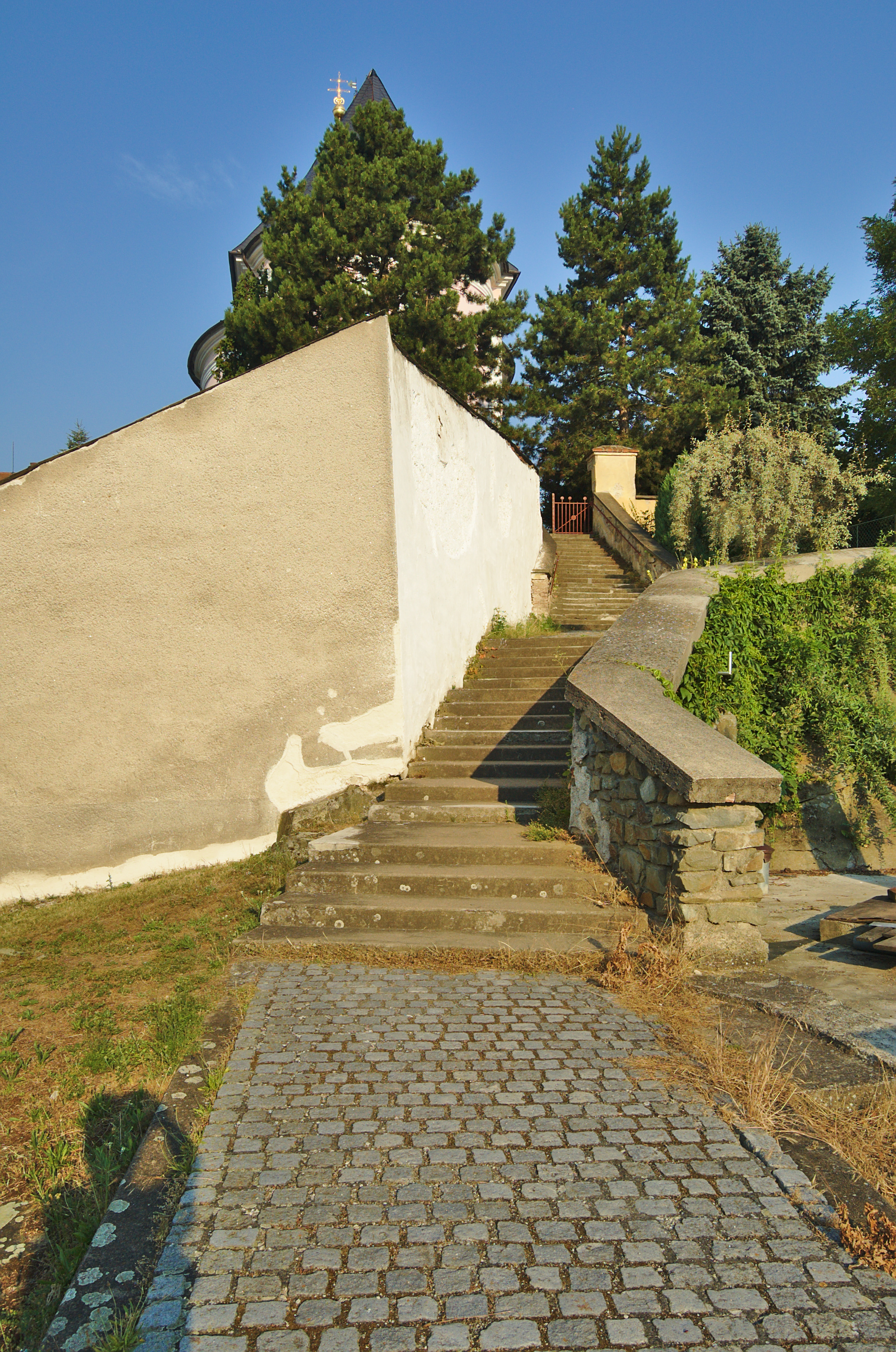
Schody ke kostelu Nanebevzetí Panny Marie
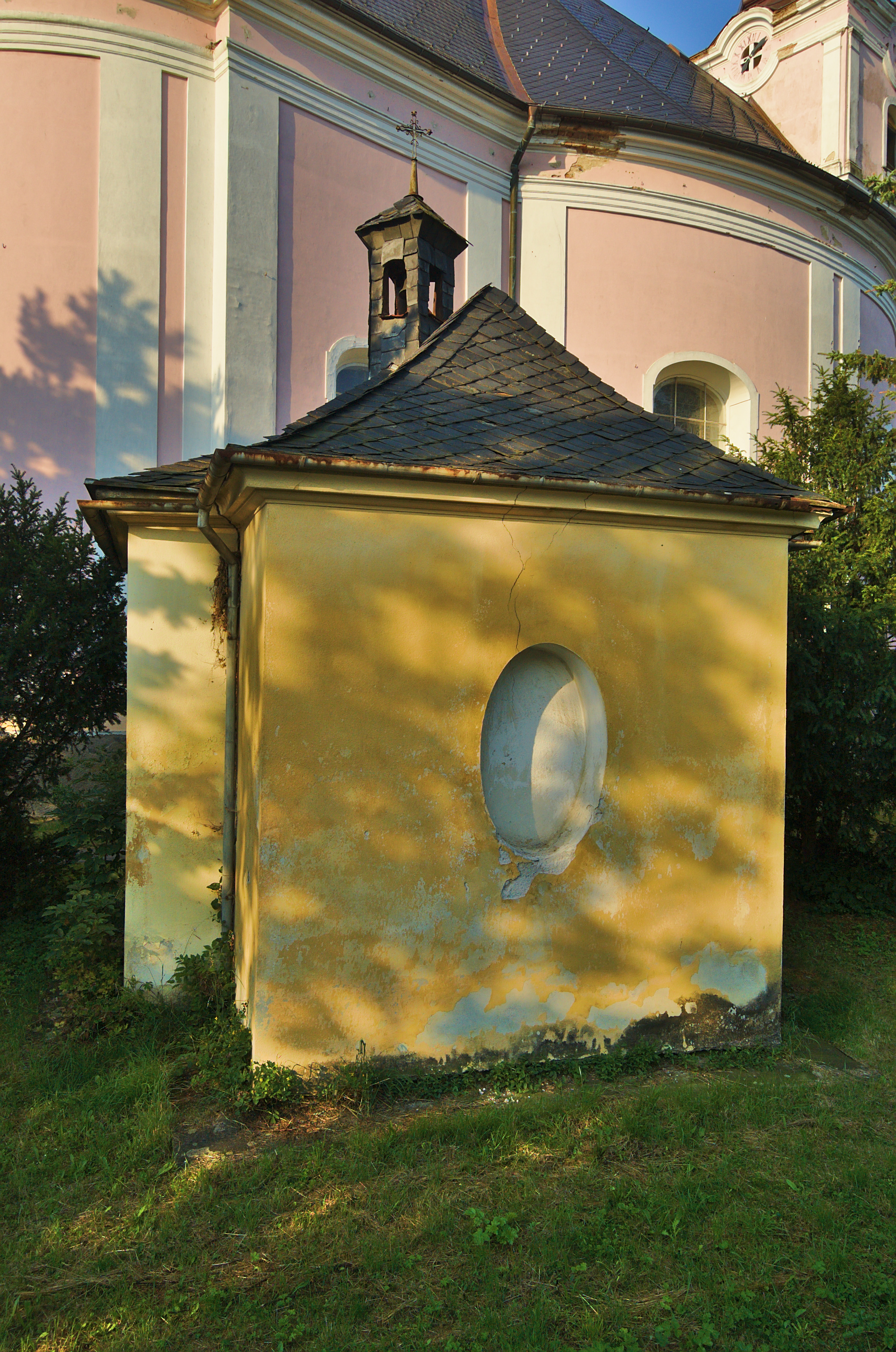
Kaplička vedle kostela Nanebevzetí Panny Marie
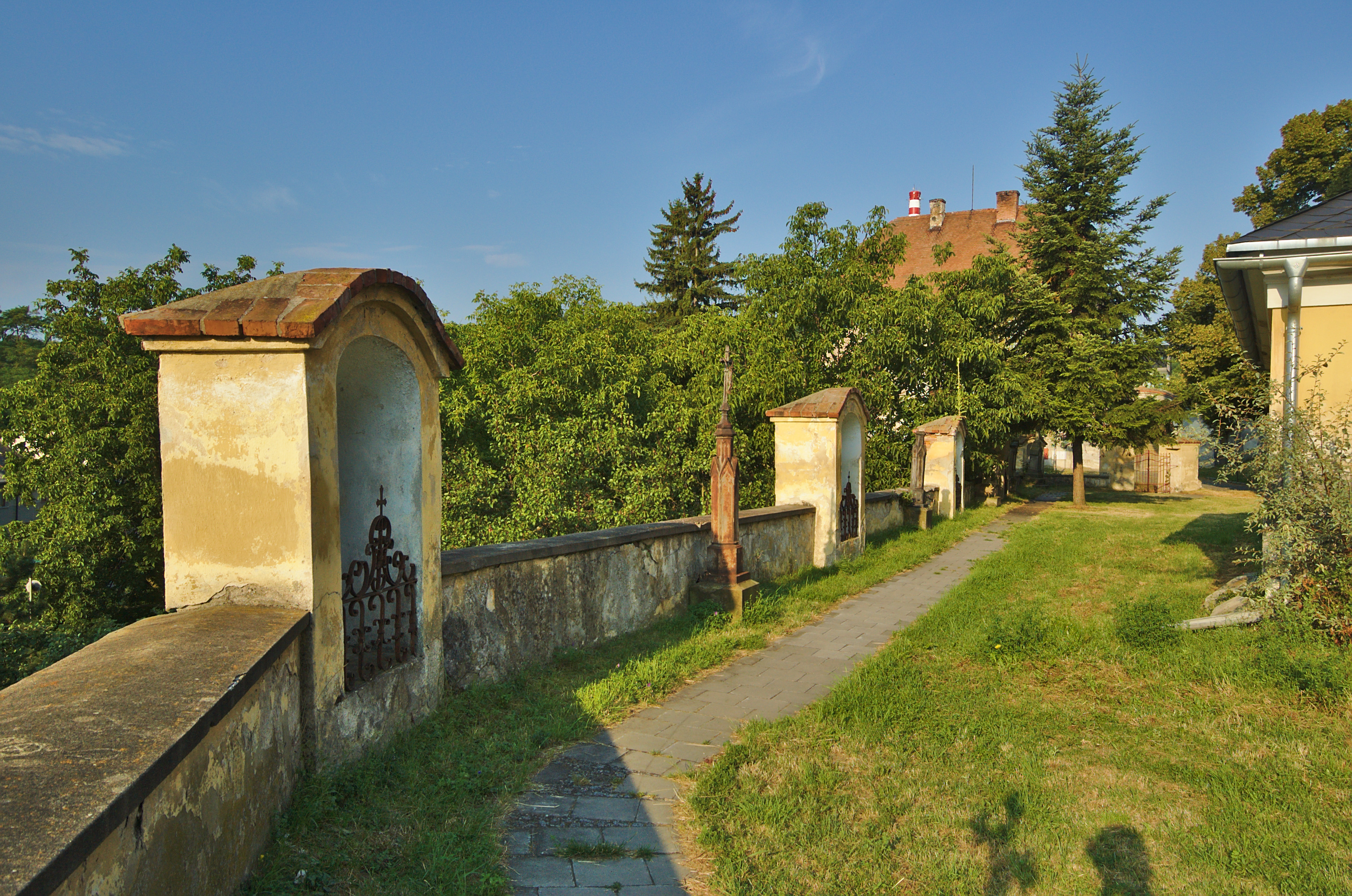
Křížová cesta vedle kostela Nanebevzetí Panny Marie
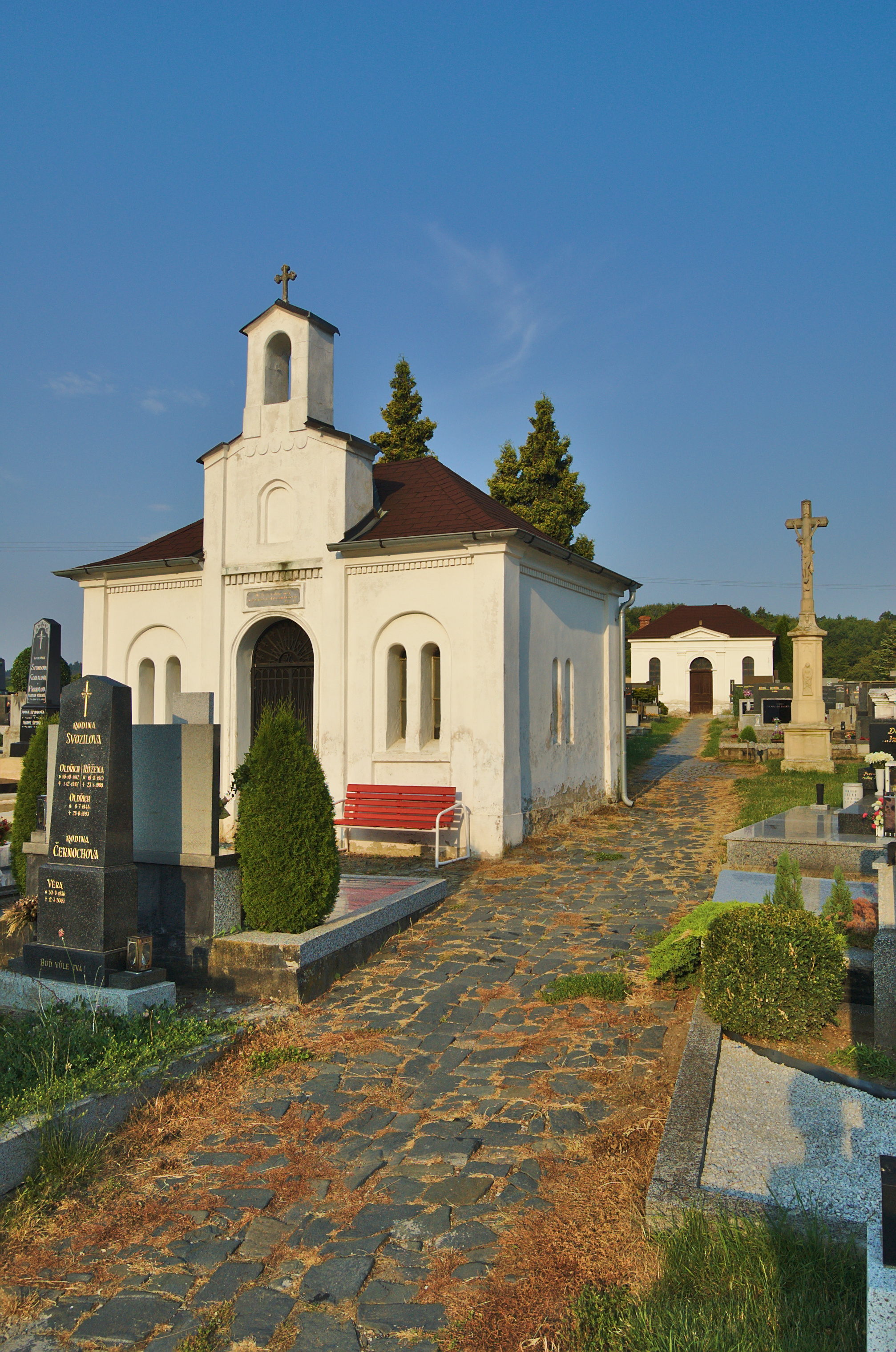
Hřbitov
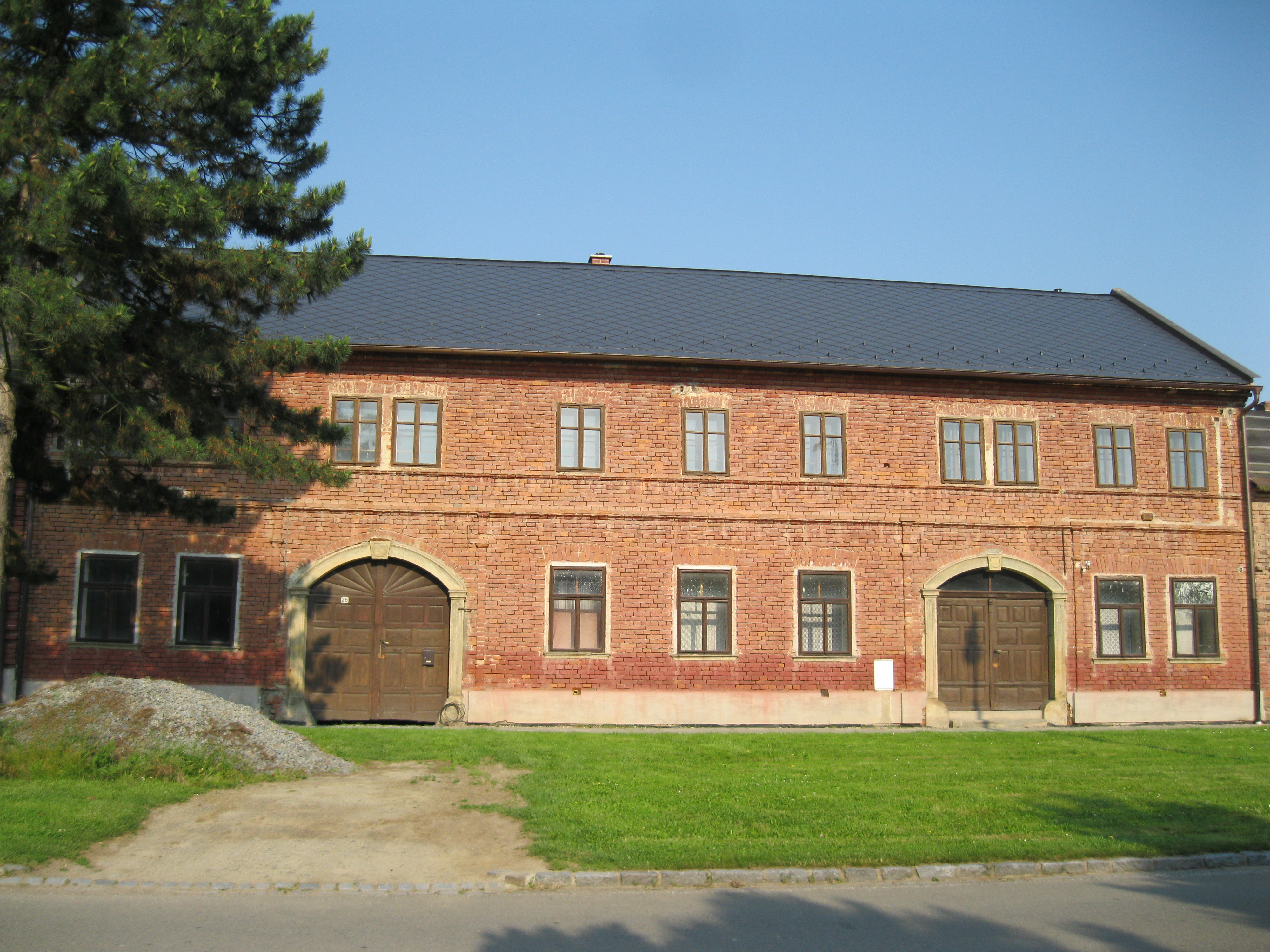
Venkovská usedlost
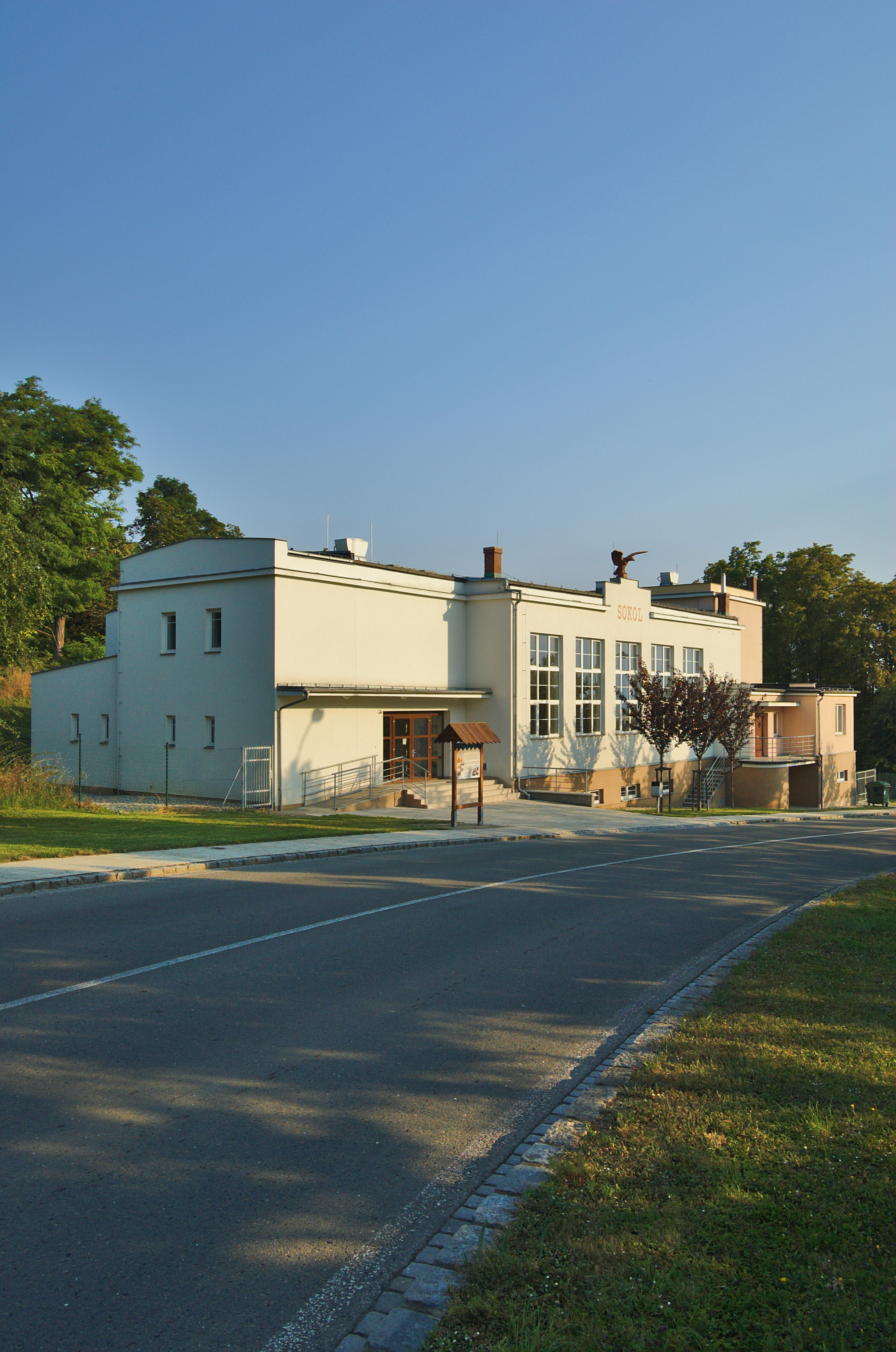
Sokolovna
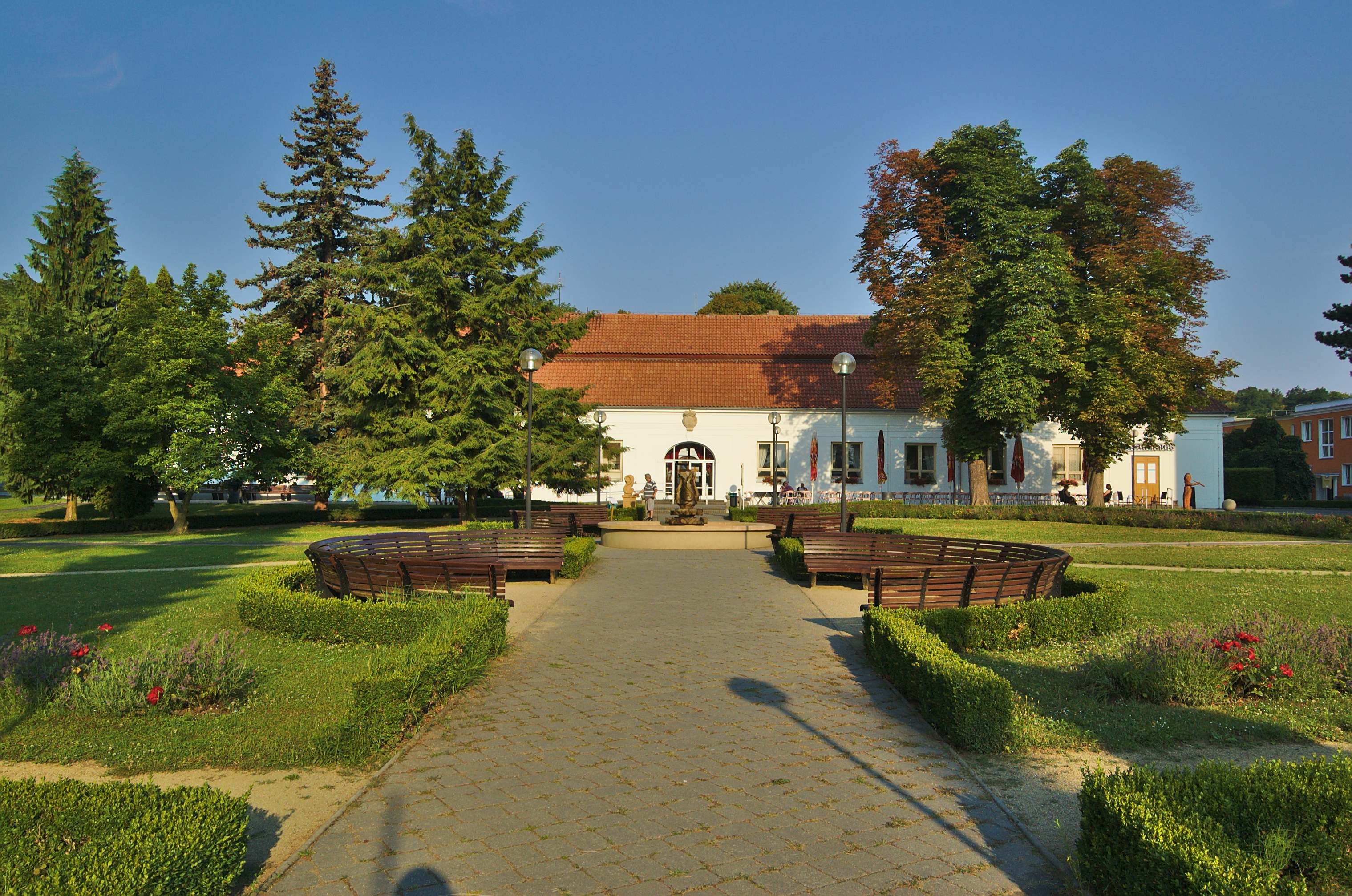
Lázeňský dům Morava
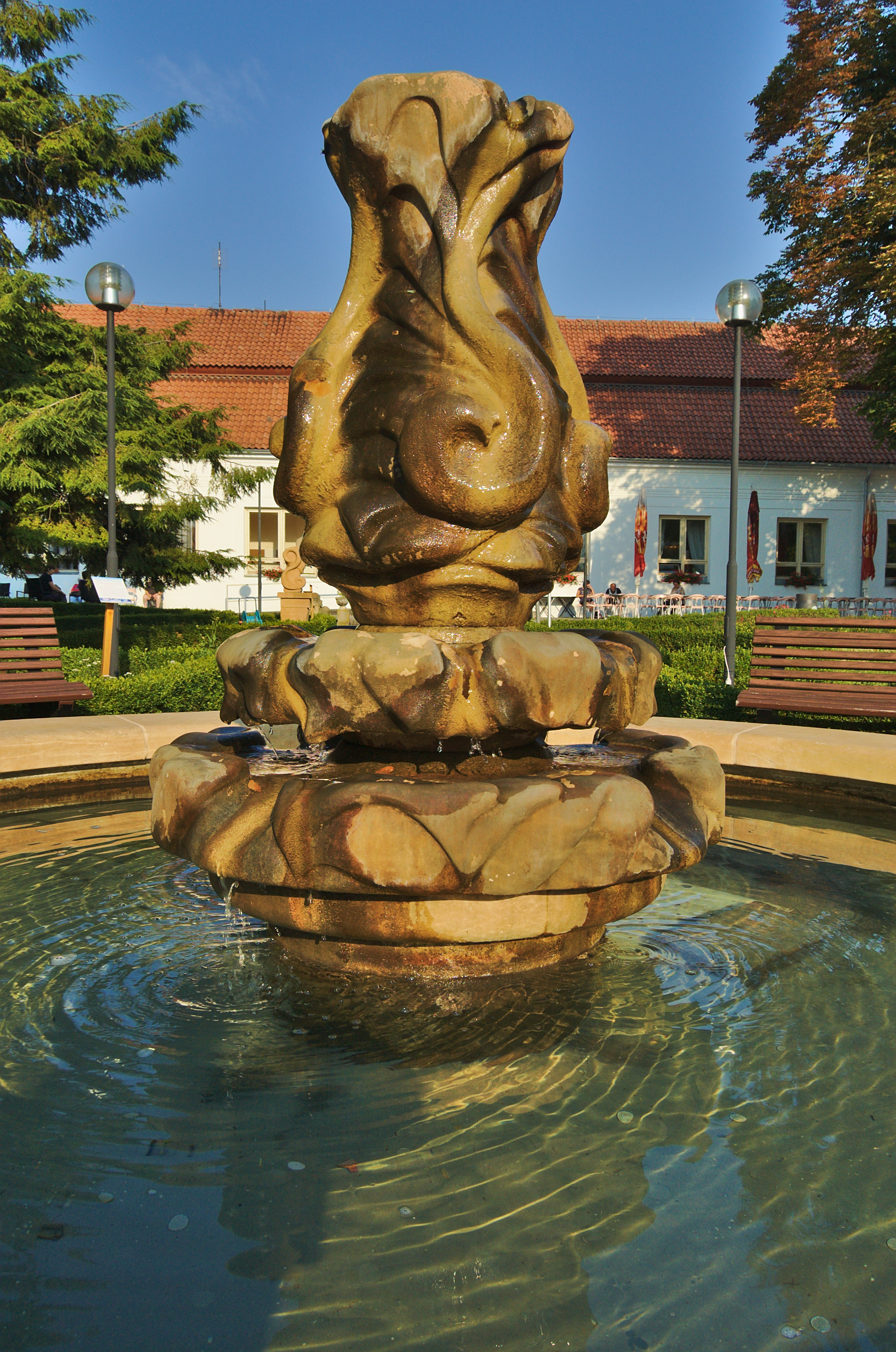
Fontána před lázeňským domem Morava
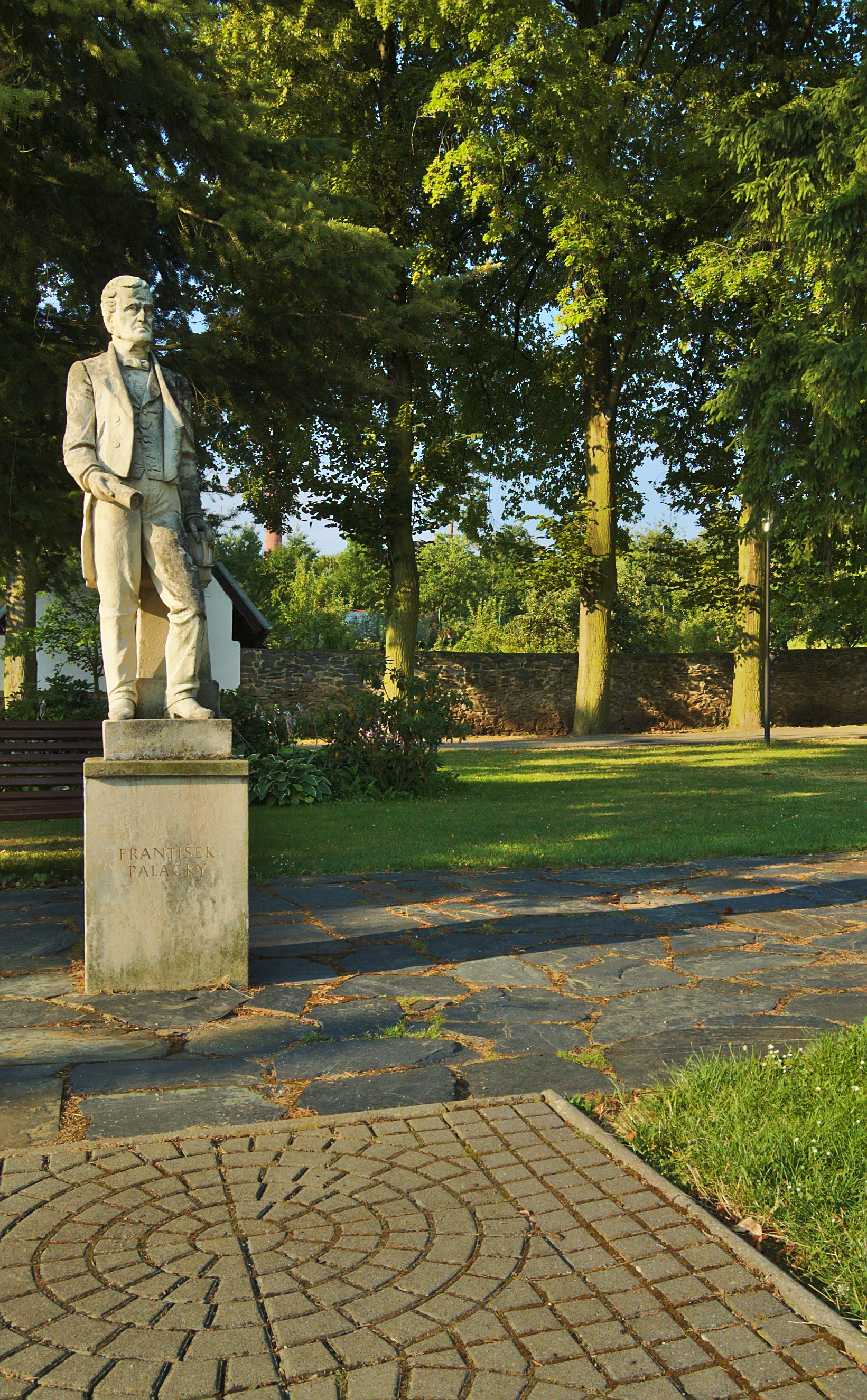
Socha Františka Palackého v areálu lázní
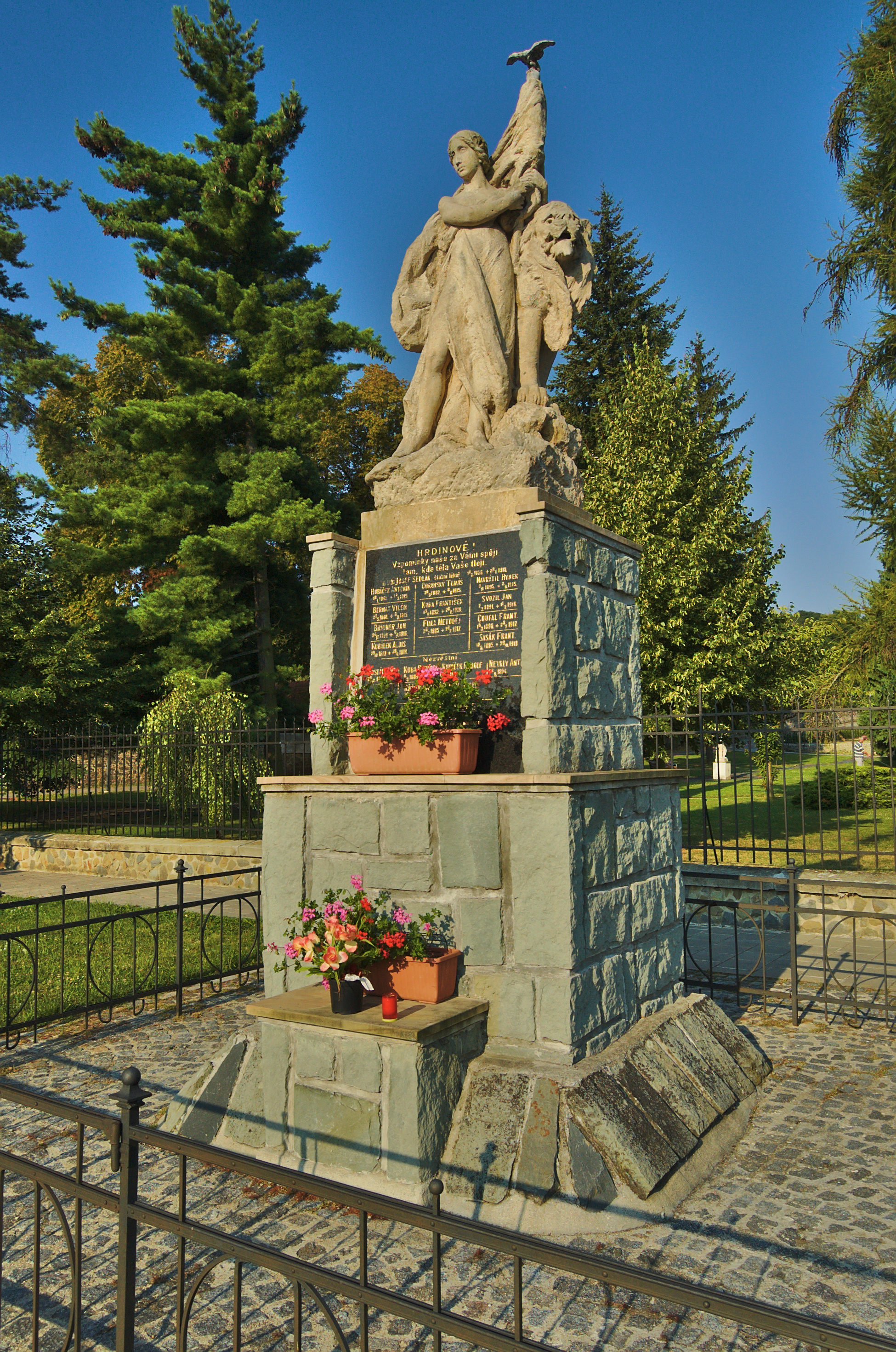
Památník obětem světových válek
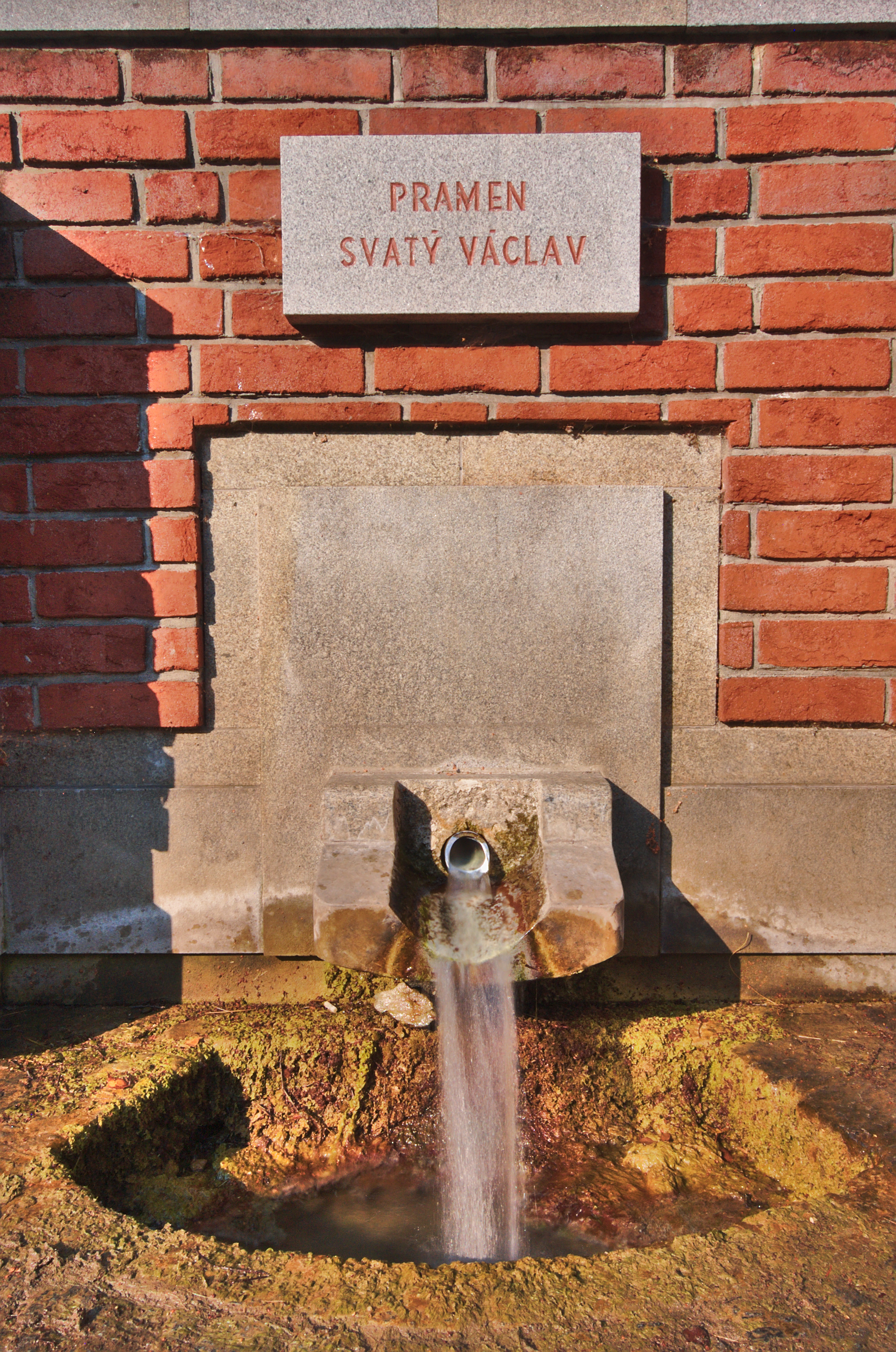
Pramen Svatý Václav
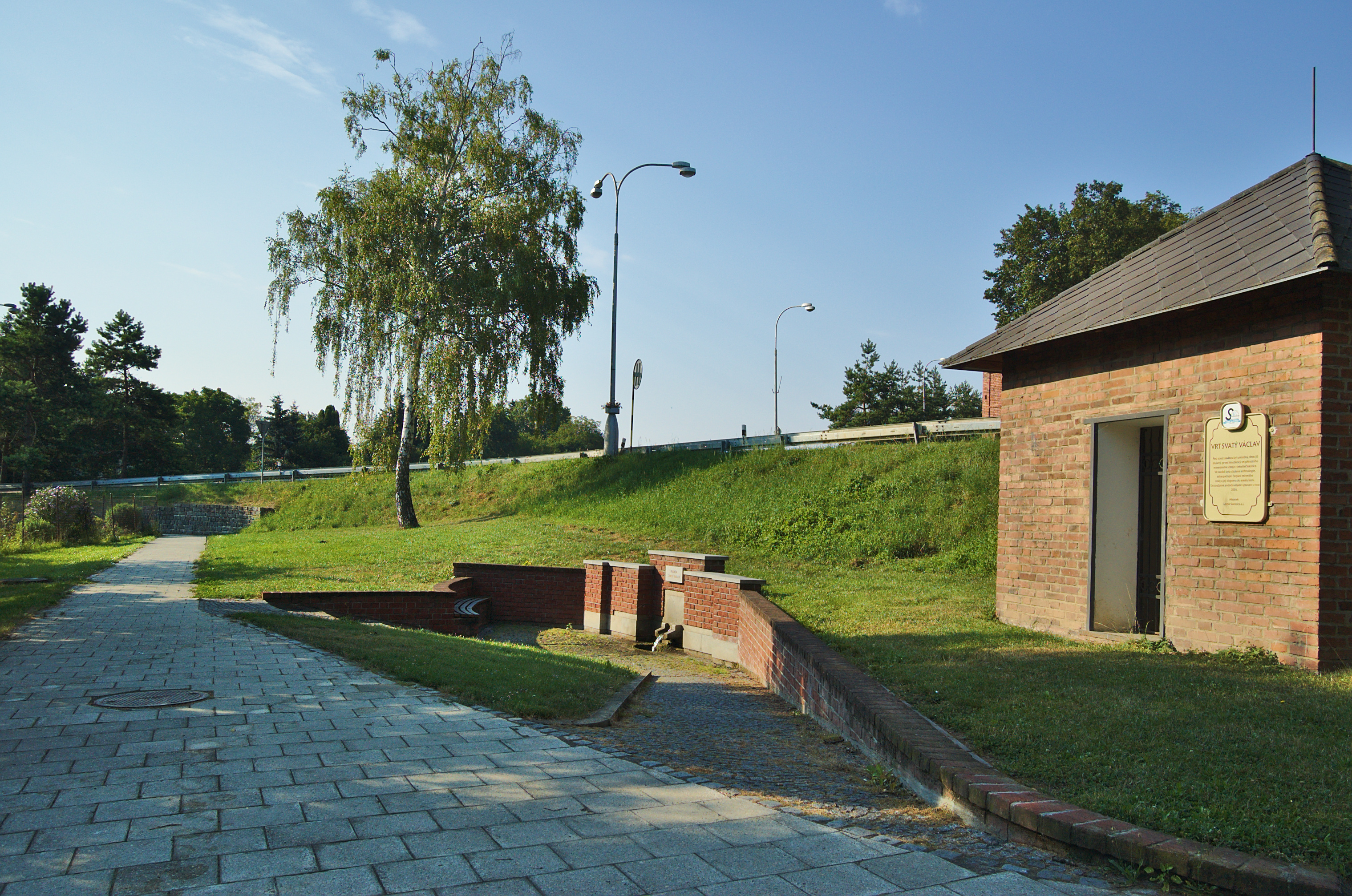
Pramen Svatý Václav
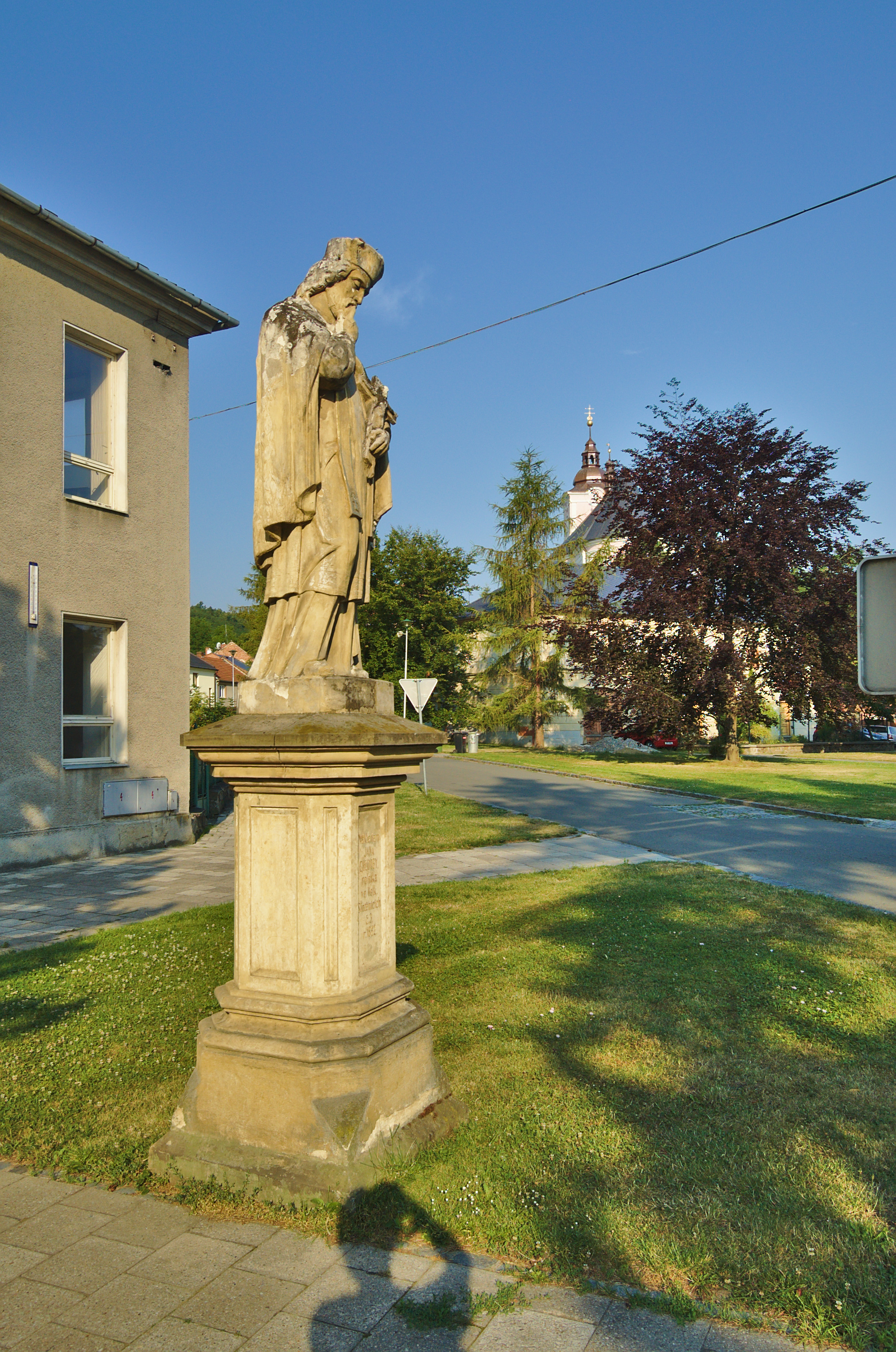
Socha svatého Jana Nepomuckého před budovou školy
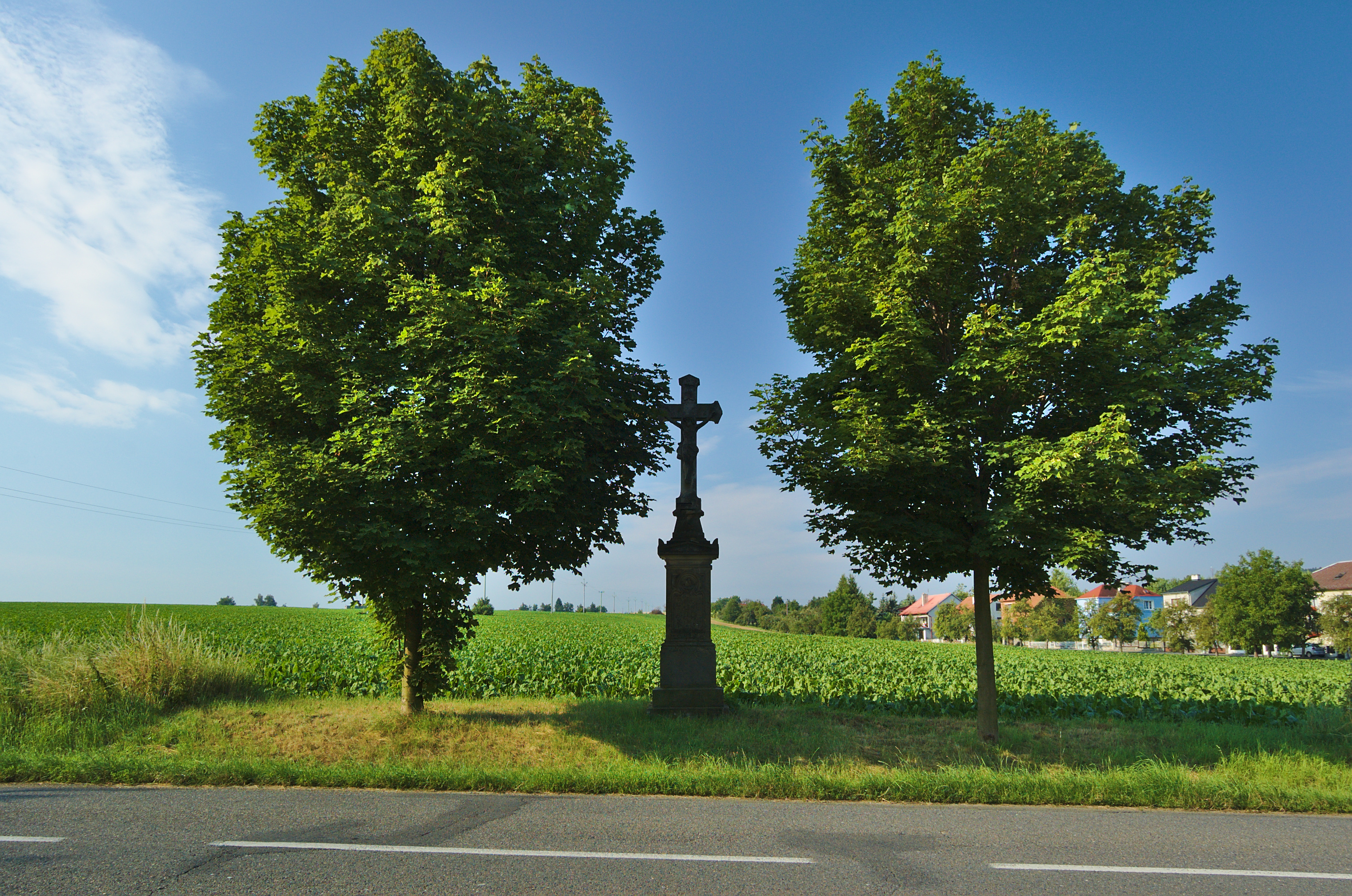
Kříž za obcí směrem na Lutín
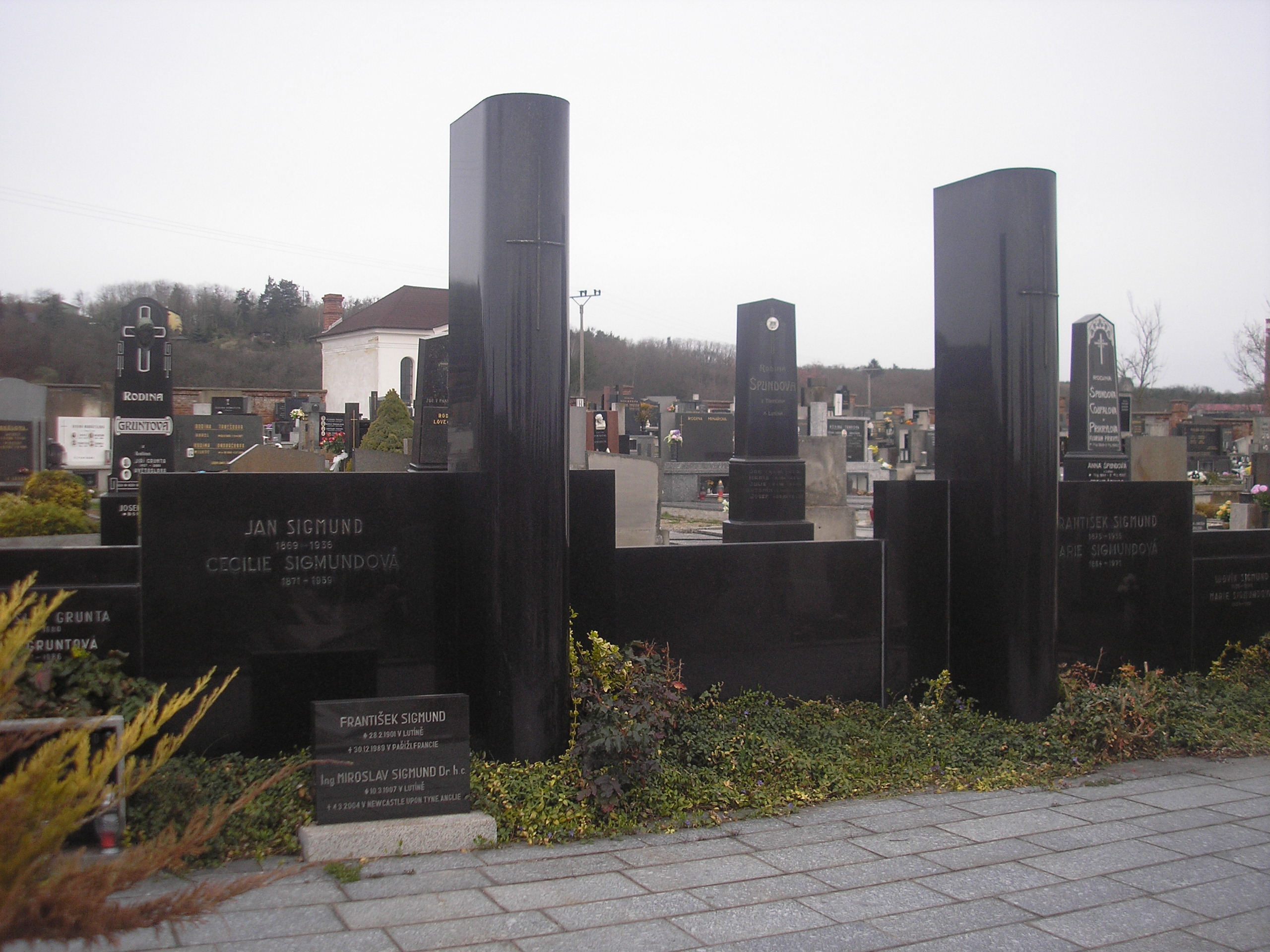
Hrob průmyslnických rodin Sigmundů a Gruntů.